# Husby-Rekarne socken
Husby-Rekarne socken i Södermanland ingick i Österrekarne härad, ingår sedan 1971 i Eskilstuna kommun och motsvarar från 2016 Husby-Rekarne distrikt.
Socknens areal är 92,25 kvadratkilometer, varav 89,96 land. År 2000 fanns här 4 162 invånare. Tätorterna Skogstorp, Hållsta och Bälgviken samt sockenkyrkan Husby-Rekarne kyrka ligger i socknen.  

## Administrativ historik
Husby-Rekarne socken har medeltida ursprung.  Före den 1 januari 1886 (ändring enligt beslut den 17 april 1885) var namnet Husby socken.
Vid kommunreformen 1862 övergick socknens ansvar för de kyrkliga frågorna till Husby-Rekarne församling och för de borgerliga frågorna till Husby-Rekarne landskommun. Landskommunen inkorporerade 1952 Näshulta landskommun och uppgick 1971 i Eskilstuna kommun.
1 januari 2016 inrättades distriktet Husby-Rekarne, med samma omfattning som församlingen hade 1999/2000.
Socknen har tillhört län, fögderier, tingslag och domsagor enligt vad som beskrivs i artikeln Österrekarne härad.  De indelta soldaterna tillhörde Södermanlands regemente, Öster Rekarne kompani.

## Geografi
Husby-Rekarne socken ligger söder om Eskilstuna med Hyndevadsström i norr. Socknen är en slättbygd i norr och skogsbygd i söder.

## Fornlämningar

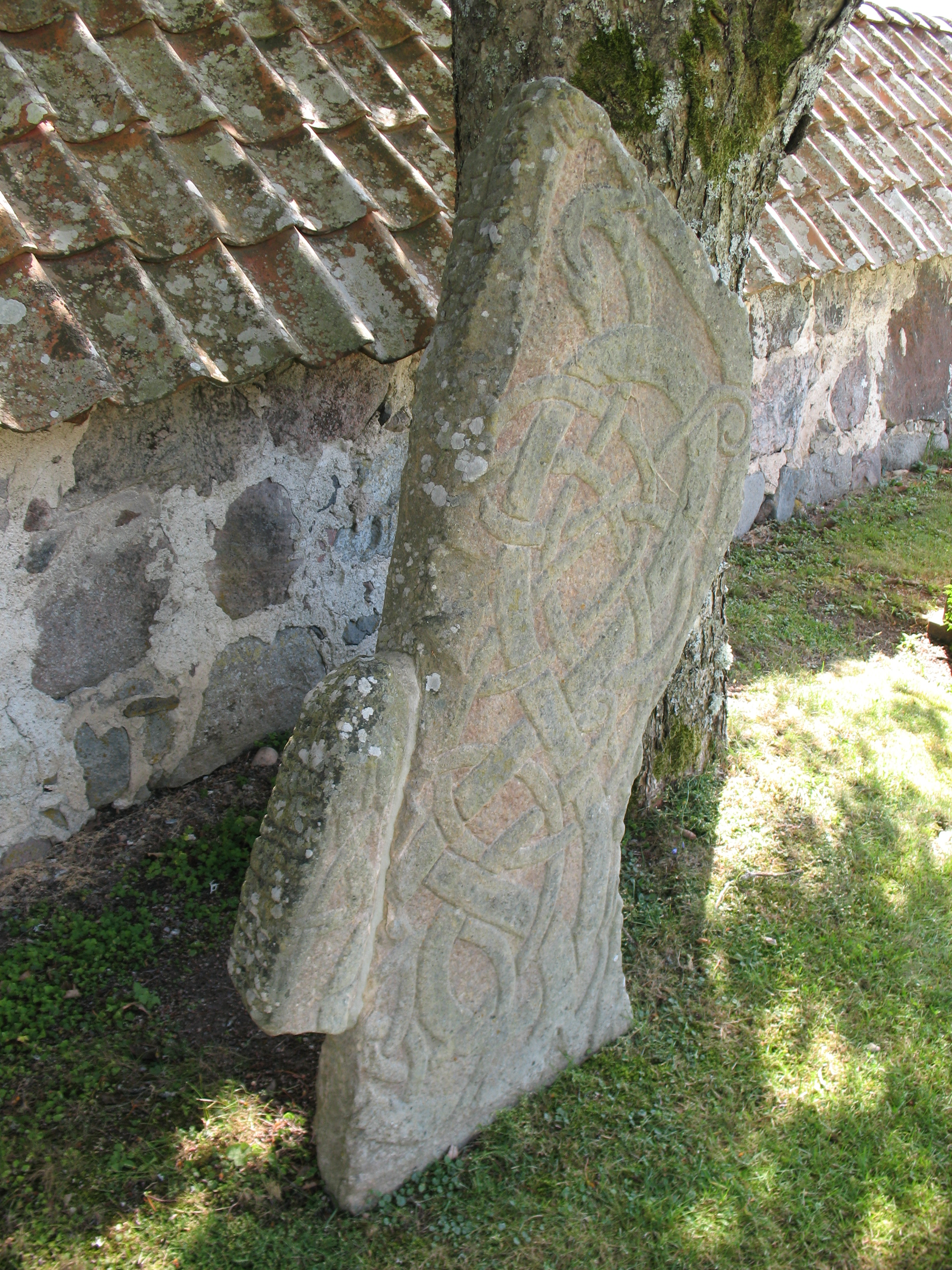
Runstenen Sö 92 på Husby-Rekarnes kyrkogård.

Sex boplatser från stenåldern och gravrösen och skärvstenshögar från bronsåldern är funna, liksom flera gravfält från järnåldern. Vid Tandersten ligger en fornborg och fyra runristningar är kända.

## Namnet
Namnet (1292 Husaby arech, 1316 Husaby-Byringhi) kommer från kyrkbyn. Namnet innehåller Husaby, 'Kungsgård' och ett särskiljande suffix.